# George Buff
George Johan Marcel Buff (Rotterdam, 23 november 1874 – Rotterdam, 3 maart 1955) was een Nederlandse atleet, die deelnam aan de marathon op de Olympische Spelen van 1908 in Londen. Hij was een van de pioniers van de Nederlandse atletiek en ontwikkelde zich na zijn actieve loopbaan tot een groot organisator van atletiekevenementen.

## Biografie

### Eerste Nederlander op Olympische Spelen
De deelname van Buff aan de Spelen in Londen was opmerkelijk. Volgens de bepalingen van het IOC had hij namelijk zijn amateurstatus verspeeld, toen hij deelnam aan een 6-uursloop voor professionals bij de sportwedstrijden van 1900 in Parijs, die voor een deel als Olympische Spelen worden beschouwd. De Nederlandsche Athletiek Bond (NAB), de voorloper van de NAU, had hem voor deze wedstrijd ingeschreven. Hoewel alle kritiek die hierop volgde, de inleiding was voor het feit dat de NAB zichzelf in 1901 als het ware ophief, werd Buff niet uitgesloten en liep hij dus acht jaar later, maar nu als amateur, in Londen. Hij slaagde er overigens niet in om de olympische marathon tot een goed einde te brengen en stapte voortijdig uit. Achteraf kan worden gesteld, dat George Buff dus de allereerste Nederlander is geweest, die ooit aan een atletieknummer op de Olympische Spelen heeft deelgenomen.

### Kampioen onder de vlag van verschillende bonden
Buff staat te boek als de atleet die al in 1895, toen de atletiek- en voetbalsport nog in één bond, de Nederlandse Voetbal- en Athletiekbond, verenigd waren, Nederlands kampioen werd op de 25 km in 1:38.30,0, direct een nationaal record. In 1897, toen de atletieksport inmiddels was afgescheiden van de voetbalsport en onder de vlag van de Nederlandse Athletiek Bond verder was gegaan, deed George Buff het nog eens dunnetjes over en werd hij opnieuw nationaal kampioen 25 km. Ook schreef hij het Nederlandse record 1 uur hardlopen op zijn naam. Op 8 oktober 1899 kwam George Buff op de Spoorsingel in Rotterdam tot een afstand van 15.253,00 m, 1.130 meter verder dan het anderhalf jaar oude record van Frans Sparnaay.

### Snelwandelrecord
Buff was overigens ook goed in snelwandelen, in de begintijd van de Nederlandse atletiek een populaire discipline. Nog in hetzelfde jaar vestigde hij ook een nationaal record op de 85 km snelwandelen, dat in 1938 van de recordlijsten werd geschrapt.

### Groot organisator
George Buff, in het dagelijks leven kantoorbediende, ontwikkelde zich na zijn actieve atletiekloopbaan tot een groot organisator. Hij was een van de oprichters van de Rotterdamse atletiekvereniging Pro Patria, de vereniging waarvan hij liefst twintig jaar voorzitter was. Hij was een stuwende kracht voor de vereniging en had een goed oog voor goede atleten, waar ook maar in Europa. Had hij eenmaal zo'n atleet ontdekt, dan rustte hij niet voordat hij contact met de man had opgenomen. Meestal slaagde hij er vervolgens in om de buitenlander naar Rotterdam te halen. Zo is Buff ook de man, die de Franse Nederlander Jacques Keyser naar Nederland haalde en lid maakte van Pro Patria. De grote jaarlijkse internationale wedstrijden van Pro Patria waren in hoofdzaak zijn werk.
George Buff werd in 1912 door de NAU, waarvan hij enige jaren penningmeester is geweest, benoemd tot erelid. In 1931 werd hij ere-voorzitter van Pro Patria. Zijn innigste wens: "In goede gezondheid het 60-jarig bestaan meevieren van mijn oude club Pro Patria" ging echter niet in vervulling. Enkele maanden voordat dit jubileum in juli 1955 zou plaatsvinden, kwam hij op 80-jarige leeftijd te overlijden.

## Palmares

### marathon
- 1908: DNF OS